# Cocculiniformia
Cocculiniformia é um clado da classe Gastropoda.

## Taxonomia
Cocculiniformia foi considerada como uma superordem da subclasse Orthogastropoda e incluía duas superfamílias, Cocculinoidea e Lepeteloidea. Um estudo de 2003 com base em análises moleculares de DNA nuclear e mitocondrial demonstrou que Cocculiniformia não era monofilética. Em 2005, a revisão taxonômica de Bouchet & Rocroi (2005) reclassificou a superfamília Lepetelloidea no clado Vetigastropoda, deixando apenas a Cocculinoidea no clado Cocculinoformia.
A superfamília Cocculinoidea inclui duas famílias:
- Bathysciadiidae Dautzenberg & Fischer 1900
- Cocculinidae Dall 1882